# Arundinaria appalachiana
Espèce
Arundinaria appalachiana est une espèce de plantes monocotylédones de la famille des Poaceae, sous-famille des Bambusoideae, originaire des États-Unis. C'est un bambou, graminée vivace aux rhizomes allongés, leptomorphes, et aux tiges ligneuses dressées (ou cannes) qui peuvent atteindre 1 mètre de long et 6 mm de diamètre. Cette espèce, très proche d'Arundinaria tecta mais de taille plus petite, était classée précédemment comme une variété de cette dernière. Elle formait autrefois, avec les autres espèces du genre Arundinaria, des peuplements denses, appelés canebrakes, dans le Sud-Est des États-Unis. Ces formations qui étaient caractéristiques du paysage de ces régions sont aujourd'hui un écosystème en danger d'extinction.

## Distribution et habitat
L'aire de répartition originelle d' Arundinaria appalachiana s'étend dans le Sud-Est des États-Unis, dans le sud des Appalaches et sur le plateau du Piedmont. Cette zone couvre l'ouest des Carolines, le sud-est du Tennessee, le nord de la Géorgie et le nord-est de l'Alabama. 
L'espèce se rencontre généralement entre 300 et 800 mètres d'altitude, mais peut monter parfois à plus de 1000 mètres.
Elle préfère les sols de montagne en pentes plutôt secs ou quelque peu mésiques, mais on peut aussi la rencontrer sur des sols plus humides, à proximité de sources ou le long de petits cours d'eau.

## Taxinomie
Le statut taxinomique des bambous nord-américains a été longtemps débattu.
Thomas Walter a initialement distingué deux espèces qu'il a décrites en 1788, sous les noms de Arundo gigantea et Arundo tecta. Depuis lors, la diversité  phénotypique des bambous américains s'est traduite par une diversité des traitements taxinomiques. Floyd Alonso McClure a entrepris en 1973 une révision approfondie du genre Arundinaria  et a conclu au regroupement en une seule espèce, à savoir Arundinaria gigantea.
L'espèce Arundinaria appalachiana a d'abord été distinguée comme une variété de Arundinaria tecta, sous le nom de « Arundinaria tecta var. decidua ». Cette orientation a été retenue en 1914 par Chauncey Beadle qui s'appuyait sur l'existence de feuilles caduques. 
Beadle lui-même et de nombreux botanistes par la suite ont noté que ce taxon pouvait être une espèce distincte. Au cours de la seconde moitié du vingtième siècle, il est apparu clairement qu'il ne pouvait pas être traité correctement au sein des espèces Arundinaria tecta ou Arundinaria gigantea. Une analyse génétique cladistique, réalisée par Triplett et Clark en 2006, a démontré que chacun des trois types de bambous correspondait à une lignée monophylétique. Une analyse  morphologique a aussi confirmé cette décision.

### Synonyme
Selon Catalogue of Life (15 juin 2017) :
- Arundinaria tecta var. decidua Beadle